# Peribasis larvata
Peribasis larvata är en skalbaggsart som först beskrevs av White 1858.  Peribasis larvata ingår i släktet Peribasis och familjen långhorningar. Inga underarter finns listade i Catalogue of Life.